# 1500 na ciência
O ano de 1500 na ciência inclui muitos eventos, alguns dos quais estão aqui listados.

## Eventos
- Isolamento do elemento químico Hidrogênio.

## Astronomia
- 5-6 novembro - Nicolau Copérnico observa um eclipse lunar na cidade de Roma.[1]

## Cartografia
- Mapa de Juan de la Cosa mostra pela primeira vez a América.[2]

## Nascimentos
| Data        | Nome            | Profissão                      | Nacionalidade | Observações | Ref   |
| ----------- | --------------- | ------------------------------ | ------------- | ----------- | ----- |
| 27 de junho | Johann Dryander | Médico, astrônomo e matemático | Alemão        |             | [ 3 ] |

## Mortes
| Data       | Nome            | Profissão              | Nacionalidade | Observações | Ref   |
| ---------- | --------------- | ---------------------- | ------------- | ----------- | ----- |
| 28 de maio | Bartolomeu Dias | Navegador e explorador | Português     | Naufrágio   | [ 4 ] |